# La Ropera
La Ropera es una localidad y pedanía española perteneciente al municipio de Andújar, en la provincia de Jaén. Está situada a cinco kilómetros de Andújar y cuenta con una población de 296 habitantes (INE 2023).

## Historia
Su origen se remonta a los llamados pueblos de colonización propugnados durante el régimen de Franco.

## Fiestas
Las fiestas patronales están dedicadas a San Isidro Labrador, siendo festejados el 15 de mayo.